# Lokera
«Lokera» es una canción grabada por los cantantes puertorriqueños Rauw Alejandro y Lyanno con el rapero puertorriqueño Brray. Fue escrito por Alejandro, Lyanno y Brray, mientras que la producción estuvo a cargo del Sr. NaisGai, Alejandro y Caleb Calloway. La canción fue lanzada para descarga digital y streaming como sencillo por Sony Music Latin y Duars Entertainment el 25 de julio de 2022.

## Antecedentes y lanzamiento
Rauw Alejandro lanzó su segundo álbum de estudio, Vice Versa el 25 de junio de 2021. El álbum debutó en el número uno en Billboard Top Latin Albums, dándole a Alejandro su primer número uno en la lista, y fue clasificado como el tercer mejor álbum de 2021 y mejor álbum en español del año por Rolling Stone. Después de su exitosa era, tuiteó el 23 de julio de 2022 para aplaudir a sus enemigos que lo critican por hacer música para TikTok: "TikTok es lo que usa el mundo, así que más bien música para el mundo, más tarde crearán otra plataforma y todos la usarán de la misma manera". Unas horas después, anunció el título de su nueva canción realizada para TikTok, que sería "Lokera", la cual sería una colaboración con Lyanno y Brray.
El 25 de julio de 2022, Sony Music Latin y Duars Entertainment lanzaron «Lokera» para descarga digital y streaming como el sencillo principal del tercer álbum de estudio de Rauw Alejandro, Saturno. La canción se incluyó más tarde como la última pista del álbum, lanzada el 11 de noviembre de 2022.

## Recepción crítica
Tras su lanzamiento, «Lokera» recibió críticas muy positivas de los críticos musicales . En su reseña para Latina , Lucas Villa describió a Alejandro y Lyanno como "un dúo de ensueño" con una "voz seductora" que hace que la canción sea "más irresistible". Agregó que "Alejandro seguirá gobernando la pista de baile con 'Lokera' en su arsenal". Un autor de Monitor Latino lo calificó como "un tema para la fiesta" y nombró a Alejandro como "uno de los principales exponentes de la música urbana en los últimos años". Jeanette Hernández de Remezcla describió a «Lokera» como "caliente", mientras que Alberto Palao Murcia de Los 40 la calificó como una "colaboración llena de ritmo".

### Reconocimientos
«Lokera» fue nominada a Canción del Año en los Premios Tu Música Urbana 2023, pero perdió ante «Provenza» de Karol G.

## Música y letra
Musicalmente, «Lokera» es un perreo electrónico y de reguetón. La canción fue escrita por Alejandro, Lyanno y Brray. Su producción estuvo a cargo de Mr. NaisGai, Alejandro, Caleb Calloway y Slow Jamz, y la pista dura un total de 3 minutos y 15 segundos. Líricamente, «Lokera» retrata la emoción de despertarse en la cama de un extraño, con letras que incluyen, "Despertar en otra cama que no sea la mía / Me importa un bicho mi ex, si es tremenda porquería, jaja".

## Video musical
Un video musical que lo acompaña fue lanzado simultáneamente con la canción. El visual fue dirigido por el propio Marlon Peña y Alejandro. La escena comienza con Alejandro poniéndose la ropa después de una conexión. Luego, la cámara capta las actividades nocturnas de Lyanno, quien pronuncia su verso entre la gente que baila, bebe y se divierte en San Juan, Puerto Rico. Una toma diferente muestra a un hombre confrontando a Rauw fuera de un baño, y Lyanno interviene para evitar un posible conflicto. El hombre es escoltado por la multitud, mientras que Rauw expresa su agradecimiento a Lyanno por su ayuda. A continuación, Brray interpreta su rap mientras una mujer baila sensualmente con él. El video termina con los asistentes saltando a una piscina llena de juguetes inflables. Sin embargo, su disfrute se ve truncado por una redada policial que pone fin a su espléndido tiempo.

### Actuaciones en vivo
«Lokera» fue incluida en el set list del Saturno World Tour de Alejandro.

## Créditos y personal
Créditos adaptados de Tidal.
- Rauw Alejandro  - intérprete asociado, compositor, letrista, productor
- Lyanno  - intérprete asociado, compositor, letrista
- Brray - intérprete asociado, compositor, letrista

Slow Jamz - productor
- Luis J González "Mr. NaisGai" - productor
- Héctor C. López Jiménez "Caleb Calloway" - productor
- José M. Collazo "Colla" - ingeniero de mezcla, ingeniero de masterización
- José A. Huertas "Huertvs" - ingeniero de mezcla, ingeniero de masterización
- Jorge E. Pizarro "Kenobi" - ingeniero de grabación
- Mayra del Valle – Coordinadora de A&R
- Gaby Vilar – coordinadora de A&R
- Marik Curet - director de A&R
- John Eddie Pérez - director de A&R
- Eric Pérez "Eric Duars" - productor ejecutivo

## Certificaciones

### Gráficos mensuales
| gráfica (2022–2023) | Mejor posición |
| ------------------- | -------------- |
| Paraguay (SGP)      | 35             |

### Gráfico de fin de año
| Gráfica (2022)      | Posición |
| ------------------- | -------- |
| España (PROMUSICAE) | 60       |